# Volkswagen Fox
Volkswagen Fox — городской автомобиль, производимый Volkswagen-Бразилия для бразильского рынка. Несмотря на то, что своими размерами автомобиль соответствует сегменту B, благодаря низкой цене Volkswagen позиционирует Fox в сегменте А. Премьера модели состоялась в 2005 году на автошоу в Лейпциге.

## Технические характеристики
| VW Fox                                      | 1.2 | 1.4 | 1.4 TDI | 1.0 (Бразилия) | 1.6 (Бразилия) |
| ------------------------------------------- | --- | --- | --- | --- | --- |
| Двигатель                                   | Трёхцилиндровый, рядный (четырёхтактный)                                                                                                 | Четырёхцилиндровый, рядный (четырёхтактный)                                                                                              | Трёхцилиндровый, рядный (четырёхтактный)                                                                                                 | Четырёхцилиндровый, рядный (четырёхтактный)                                                                                              | Четырёхцилиндровый, рядный (четырёхтактный)                                                                                              |
| Рабочий объём                               | 1198 см3 | 1390 см3 | 1422 см3 | 999 см3 | 1599 см3 |
| Диаметр цилиндра × ход поршня               | 76,5 × 86,9 mm | 76,5 × 75,6 mm | 79,5 × 95,5 mm | 67,1 × 70,6 mm | 76,5 × 87,0 mm |
| Макс. мощность при об/мин                   | 40 кВт (54 л. с.) 4750 | 55 кВт (75 л. с.) 5000 | 51 кВт (70 л. с.) 4000 | 53 кВт (72 л. с.) 6000 | 76 кВт (103 л. с.) 5750 |
| Макс. крутящий момент при об/мин            | 108 Н·м 3000 | 124 Н·м 2750 | 155 Н·м 1600-2800 | 87 Н·м 4500 | 138 Н·м 3250 |
| Степень сжатия                              | 10,3:1 | 10,5:1 | 19,5:1 | 10,8:1 | 10,8:1 |
| Приготовление горючей смеси                 | Многоточечный впрыск | Многоточечный впрыск | Впрыск насос-форсунками, турбокомпрессор (Garrett)                                                                                       | Впрыск с электронным управлением | Впрыск с электронным управлением |
| Механизм газораспределения                  | Верхний распределительный вал, цепь | Верхний распределительный вал, цепь | Верхний распределительный вал, зубчатый ремень                                                                                           | Верхний распределительный вал, зубчатый ремень                                                                                           | Верхний распределительный вал, зубчатый ремень                                                                                           |
| Система охлаждения                          | Жидкостная | Жидкостная | Жидкостная | Жидкостная | Жидкостная |
| Передняя подвеска                           | Независимая на амортизаторах, треугольных поперечных рычагах, винтовых пружинах, со стабилизатором (только на версиях с усилителем руля) | Независимая на амортизаторах, треугольных поперечных рычагах, винтовых пружинах, со стабилизатором (только на версиях с усилителем руля) | Независимая на амортизаторах, треугольных поперечных рычагах, винтовых пружинах, со стабилизатором (только на версиях с усилителем руля) | Независимая на амортизаторах, треугольных поперечных рычагах, винтовых пружинах, со стабилизатором (только на версиях с усилителем руля) | Независимая на амортизаторах, треугольных поперечных рычагах, винтовых пружинах, со стабилизатором (только на версиях с усилителем руля) |
| Задняя подвеска                             | Зависимая балка на продольных рычагах и винтовых пружинах, с интегрированным стабилизатором                                              | Зависимая балка на продольных рычагах и винтовых пружинах, с интегрированным стабилизатором                                              | Зависимая балка на продольных рычагах и винтовых пружинах, с интегрированным стабилизатором                                              | Зависимая балка на продольных рычагах и винтовых пружинах, с интегрированным стабилизатором                                              | Зависимая балка на продольных рычагах и винтовых пружинах, с интегрированным стабилизатором                                              |
| Тормозная система                           | Дисковые тормоза с вентиляцией спереди, барабанные сзади                                                                                 | Дисковые тормоза с вентиляцией спереди, барабанные сзади                                                                                 | Дисковые тормоза с вентиляцией спереди, барабанные сзади                                                                                 | Дисковые тормоза с вентиляцией спереди, барабанные сзади                                                                                 | Дисковые тормоза с вентиляцией спереди, барабанные сзади                                                                                 |
| Рулевой механизм                            | Реечный (с мотором 1,2 л без усилителя)                                                                                                  | Реечный (с мотором 1,2 л без усилителя)                                                                                                  | Реечный (с мотором 1,2 л без усилителя)                                                                                                  | Реечный (с мотором 1,2 л без усилителя)                                                                                                  | Реечный (с мотором 1,2 л без усилителя)                                                                                                  |
| Кузов                                       | Стальной, несущий | Стальной, несущий | Стальной, несущий | Стальной, несущий | Стальной, несущий |
| Снаряжённая масса                           | 978 кг (с усилителем руля 994 кг) | 1018 кг | 1087 кг | 960 кг | Fox: 1020 кг CrossFox: 1137 кг SpaceFox: 1138 кг                                                                                         |
| Максимальная скорость                       | 148 км/ч | 167 км/ч | 161 км/ч | 162 км/ч | 175-187 км/ч |
| Разгон от 0 до 100 км/ч                     | 17,5 с | 13,0 с | 14,7 с | 14,3 с | 10,8-11,1 с |
| Расход топлива в смешанном цикле (л/100 км) | 5,9 АИ-95 | 6,7 АИ-95 | 4,9 ДТ | 7,4 АИ-95/10,6 Этанол | 8,4 АИ-95/12,5 Этанол |
| Выброс CO2 в г/км                           | 139 | 159 | 130 | н.д. | н.д. |

| Euro NCAP                              | Euro NCAP | Euro NCAP | Euro NCAP |
| -------------------------------------- | --------- | --------- | --------- |
| Рейтинги                               | Пассажир  |           | 28        |
| Рейтинги                               | Ребёнок   |           | 42        |
| Рейтинги                               | Пешеход   |           | 12        |
| Протестированная модель: VW Fox (2005) |           |           |           |